# Bertha Oliva
Bertha Otilia Oliva Guifarro más conocida como Bertha Oliva Nativí (municipio de San Esteban, departamento de Olancho, Honduras, 7 de marzo de 1956), es una activista hondureña de derechos humanos. Es fundadora y coordinadora del Comité de Familiares de Detenidos Desaparecidos en Honduras (COFADEH), una organización no gubernamental que promueve los derechos de los familiares de las víctimas de desapariciones forzadas entre 1979 y 1989.
Oliva fundó la organización después de que su esposo, Tomás Nativí, dirigente de la Unión Revolucionaria del Pueblo (URP), fue sacado de su hogar por las fuerzas estatales en junio de 1981. Ella estaba embarazada de 3 meses en ese momento. No volvió a ver a su marido.

## Trayectoria
La organización COFADEH desempeñó un papel importante en la disolución del Departamento de Investigaciones Nacionales de Honduras, la derogación del servicio militar obligatorio y la liberación de los últimos presos políticos del país en 1992. 
Oliva, y su organización COFADEH, han sido socios activos en la campaña de Respuesta Global Honduras: Proteger los bosques y los activistas ambientales.
Oliva se opuso al golpe militar de 2009 contra el presidente Manuel Zelaya. Después de que las elecciones a fines de 2013 devolvieron al poder al Partido Nacional de derecha, Bertha Oliva dijo: "La policía y el ejército están utilizando la fachada de la guerra contra las drogas liderada por Estados Unidos en Honduras para eliminar a muchas personas, tal vez incluyéndome a mí: estoy nuevamente en la lista de muerte.". 

## Premios
Oliva recibió el Premio de Derechos Humanos de la Comisión Nacional de Derechos Humanos de Honduras y fue nominada junto con otras cinco mujeres hondureñas como una de las 1000 Mujeres de la Paz para el Premio Nobel en 2005.
En noviembre de 2010, el gobierno de los Países Bajos otorgó a Oliva el premio Tulipán de Derechos Humanos 2010.
En 2023 el gobierno de Argentina le otorgó el Premio Internacional de Derechos Humanos Emilio Mignone.

## Otras lecturas
- Bertha Oliva, Comisión de la Verdad Real para Honduras, The World Post, 4 de mayo de 2010